# Malawi
Malawi (Nyanja: Malaŵi), officieel de Republiek Malawi (Engels: Republic of Malawi, Nyanja: Dziko la Malaŵi, ChiTumbuka: Charu cha Malaŵi), is een land in Afrika dat grenst aan Zambia, Tanzania en Mozambique. Malawi is de huidige naam voor het voormalige Britse protectoraat Nyasaland. Nyasa is de oude benaming voor het Malawimeer dat een groot deel van de grenzen van Malawi bepaalt. Malawi werd onafhankelijk in 1964 en heeft sinds 1994 verkiezingen met meerdere deelnemende partijen.

## Geschiedenis
Malawi is op 6 juli 1964 als onafhankelijke staat ontstaan uit het Britse protectoraat Nyasaland (sinds 1907; voor die tijd was het een British Central Africa Protectorate (= Brits Centraal-Afrikaans Protectoraat).
Malawi kwam in 1891 onder Brits koloniaal bestuur. In 1912 richtten een aantal zwarte voormannen de North Nyasa Native Association (NNNA) op. De NNNA probeerde binnen de bestaande structuren te ijveren voor betere leefomstandigheden voor de contractarbeiders op de plantages en in de mijnen.
In 1915 kwam de evangelist John Chilembwe in opstand tegen het Britse gezag. De opstand werd evenwel neergeslagen en Chilembwe gedood. Desondanks groeide hierna het nationaal bewustzijn onder de bevolking.
Tijdens de Tweede Wereldoorlog werd het Nyasaland African Congress (NAC) opgericht door nationalisten, die streefden naar zelfbestuur voor Malawi ('Nyasaland'). Het NAC verkreeg grote aanhang en begon radicaler te worden. Spoedig streefde het NAC naar een onafhankelijk Malawi. Op 1 augustus 1953 werden Noord-Rhodesië (het huidige Zambia), Zuid-Rhodesië (het huidige Zimbabwe) en Nyasaland (het huidige Malawi) samengevoegd tot een federatie (Centraal-Afrikaanse Federatie). In 1958 werd het Malawi National Congres (MNC) door Hastings Kamuzu Banda opgericht. Het NAC en de MNC verzetten zich krachtig tegen de federatie, die al in 1963 ter ziele ging. Toen verkreeg Malawi zelfbestuur met Banda als premier.
Op 6 juli 1964 werd Malawi een onafhankelijke staat binnen het Gemenebest van Naties met de Britse koningin als staatshoofd. Hastings Kamuzu Banda bleef minister-president. In 1966 riep hij Malawi uit tot een republiek en werd president. Spoedig daarna werden alle politieke partijen behalve de MNC verboden.
Banda werd een dictator, die zich in zijn buitenlandse politiek vooral op het Westen oriënteerde. Pas in de jaren tachtig sloot Banda vriendschapsverdragen met buurlanden en andere Afrikaanse staten. Lange tijd was Malawi een van de weinige landen die banden onderhielden met het Zuid-Afrika onder de Apartheid.
In 1988 was er sprake van een kortstondige crisis met Mozambique, toen dat laatste land Malawi ervan beschuldigde steun te verlenen aan een Mozambikaanse verzetsbeweging.
In 1991 en 1992 waren er protesten tegen het bewind van president Banda en het eenpartijstelsel. In juni 1993 verkoos de bevolking per referendum dat het eenpartijstelsel moest worden afgeschaft. Spoedig daarna werden er verschillende partijen gelegaliseerd. Het Verenigd Democratisch Front (UDF) werd de voornaamste oppositiepartij. Bij de verkiezingen van 1994 werd Banda verslagen: UDF-kandidaat Bakili Muluzi werd de nieuwe president en premier.
Op 24 mei 2004 werd Bingu wa Mutharika tot president gekozen, en in 2009 herkozen. Hij overleed echter aan een hartaanval op 5 april 2012 zonder dat hij zijn jongere broer en minister Peter Mutharika al als opvolger had kunnen parachuteren. Mede dankzij de strijdkrachten werd hij opgevolgd door vicepresidente Joyce Banda.
In de twee jaar van haar regering kwamen enkele corruptieschandalen uit de tijd van haar voorganger aan het licht, waardoor ontwikkelingsorganisaties de geldkraan nagenoeg dichtdraaiden. Een tekort aan onder andere medicijnen was het gevolg daarvan, en Banda moest de munt devalueren. Daarmee werd ze al niet populair, maar haar pogingen om het verbod op homoseksualiteit op te heffen maakten haar regelrecht gehaat. Bij de verkiezingen van 2014 werd ze dan ook verslagen door Peter Mutharika, die vervolgens zes jaar de president was van het land. Mutharika werd aanvankelijk herkozen bij de verkiezingen van 2019, maar wegens onregelmatigheden werd deze uitslag ongeldig verklaard door het hooggerechtshof. Nieuwe verkiezingen vonden plaats in 2020, waarbij Mutharika alsnog verslagen werd door Lazarus Chakwera.

## Economie
Malawi is een van de armste landen ter wereld. De afwezigheid van delfstoffen (alhoewel er inmiddels een aantal mijnbedrijven zeldzame aardmetalen ontdekt hebben en bezig zijn hiervoor de mijnrechten te verkrijgen), het ontbreken van een zeehaven, de traditionele gerichtheid op de verbouw van thee en tabak op plantages, samen met het lage opleidingsniveau van de bevolking maken de economische situatie dramatisch. Daaroverheen is de aidsepidemie gekomen, die een belangrijk deel van de economisch productieve middengeneratie heeft weggevaagd.
Bescheiden lichtpuntjes zijn er echter ook. Zo is vooruitgang gemaakt wat betreft de distributie van aidsremmende middelen, worden met een zeker succes pogingen gedaan om Malawi als toeristische bestemming op de kaart te zetten — waarbij met name de uitzonderlijke vogelpopulatie, het Malawimeer en de ongerepte safarigebieden ingezet worden — én zijn hulpverleners steeds meer bezig met duurzame hulp: niet (alleen) voedsel, maar ook educatie van de lokale bevolking inzake voedselvoorziening en ziektepreventie. Een koloniale erfenis is de bewerkelijke maisteelt, die vanwege de noodzaak tot irrigatie geen bepaald gelukkige keuze is voor de lokale omstandigheden. Momenteel wordt ingezet op de omschakeling naar gewassen die betere resultaten opleveren.

## Staatsinrichting
- Staatshoofd en regeringsleider: Lazarus Chakwera (sinds 2020)
- Parlement: eenkamerige Nationale Assemblee met 193 zetels, vijfjarige termijn

### Bestuurlijke indeling
Malawi is verdeeld in drie bestuurlijke regio's (Central, Northern en Southern), die weer onderverdeeld zijn in de volgende 28 districten:
| - Balaka - Blantyre - Chikwawa - Chiradzulu - Chitipa - Dedza - Dowa |  | - Karonga - Kasungu - Likoma - Lilongwe - Machinga - Mangochi - Mchinji |  | - Mulanje - Mwanza - Mzimba - Neno - Nkhata Bay - Nkhotakota - Nsanje |  | - Ntcheu - Ntchisi - Phalombe - Rumphi - Salima - Thyolo - Zomba |

## Demografie en talen
Malawi heeft meer dan 19 miljoen inwoners, met een groeicijfer van 2,75%. De Malawische bevolking bestaat uit de Chewa, de Nyanja, de Tumbuka, de waYao, de Lomwe, de Sena, de Tonga, de Ngoni en de Ngonde inheemse etnische groepen. Daarnaast wonen er ook Aziaten en Europeanen.
De belangrijkste talen van het land zijn Chichewa, een officiële taal die wordt gesproken door meer dan 57% van de bevolking, Chinyanja (12,8%), Chiyao (10,1%) en Chitumbuka (9,5%). Andere inheemse talen zijn Lomwe, gesproken door ongeveer 250.000 mensen in het zuidoosten van het land, Kokola, gesproken door ongeveer 200.000 mensen eveneens in het zuidoosten, Lambya, gesproken door ongeveer 45.000 mensen in het uiterste noordwesten, Ndali, gesproken door ongeveer 300.000 mensen in het noorden, Malawi Sena, gesproken door ongeveer 270.000 mensen in het zuiden en Tonga, gesproken door ongeveer 170.000 mensen in het noorden.
Naast deze talen wordt er ook Engels gesproken in Malawi. Dit is er eveneens een officiële taal.
Volgens schattingen uit 2007, is ongeveer 80% van de bevolking christelijk. De Rooms-Katholieke Kerk en de Kerk van Centraal-Afrika vormen hierin de grootste christelijke groepen. Daarnaast is er ook een klein aantal anglicanen, baptisten, evangelisten en adventisten. Ongeveer 13% van de bevolking is moslim, waarvan de meesten tot de moslimbevolking van Sunni, Qadriya of Sukkutu horen. Andere religieuze groepen in het land zijn onder meer joden, rastafari, hindoes en baha’is. Atheïsten maken ongeveer 4% van de bevolking van Malawi uit.
Kindersterfte is hoog en de levensverwachting bij de geboorte ligt op 50,03 jaar. Malawi kent een hoog percentage volwassenen die besmet zijn met hiv/aids (ongeveer 930.000 volwassen, wat 11,9% van de bevolking is). Er vallen ongeveer 68.000 doden per jaar door aids, en per dag raken ongeveer 250 mensen geïnfecteerd. Ten minste 70% van de ziekenhuisbedden in Malawi zijn bezet door aidspatiënten. Het hoge percentage van infectie heeft ertoe geleid dat naar schatting 5,8% van het aantal agrarische arbeidskrachten zal sterven aan deze ziekte. Eveneens heeft dit een negatieve invloed op het bbp. De overheid besteedt jaarlijks meer dan 120.000 dollar aan begrafenissen voor ambtenaren die sterven aan deze ziekte.
Er heerst eveneens een hoge mate van risico op ernstige infectieziekten, zoals bacteriële en protozoale diarree, hepatitis A, buiktyfus, malaria, pest, schistosomiasis en hondsdolheid. Malawi tracht vooruitgang te boeken op het verminderen van kindersterfte en het verminderen van hiv/aids, malaria en andere besmettingen.

## Armoede
Volgens het Ontwikkelingsprogramma van de Verenigde Naties leeft in Malawi 65,3% van de bevolking onder de armoedegrens.

## Galerij

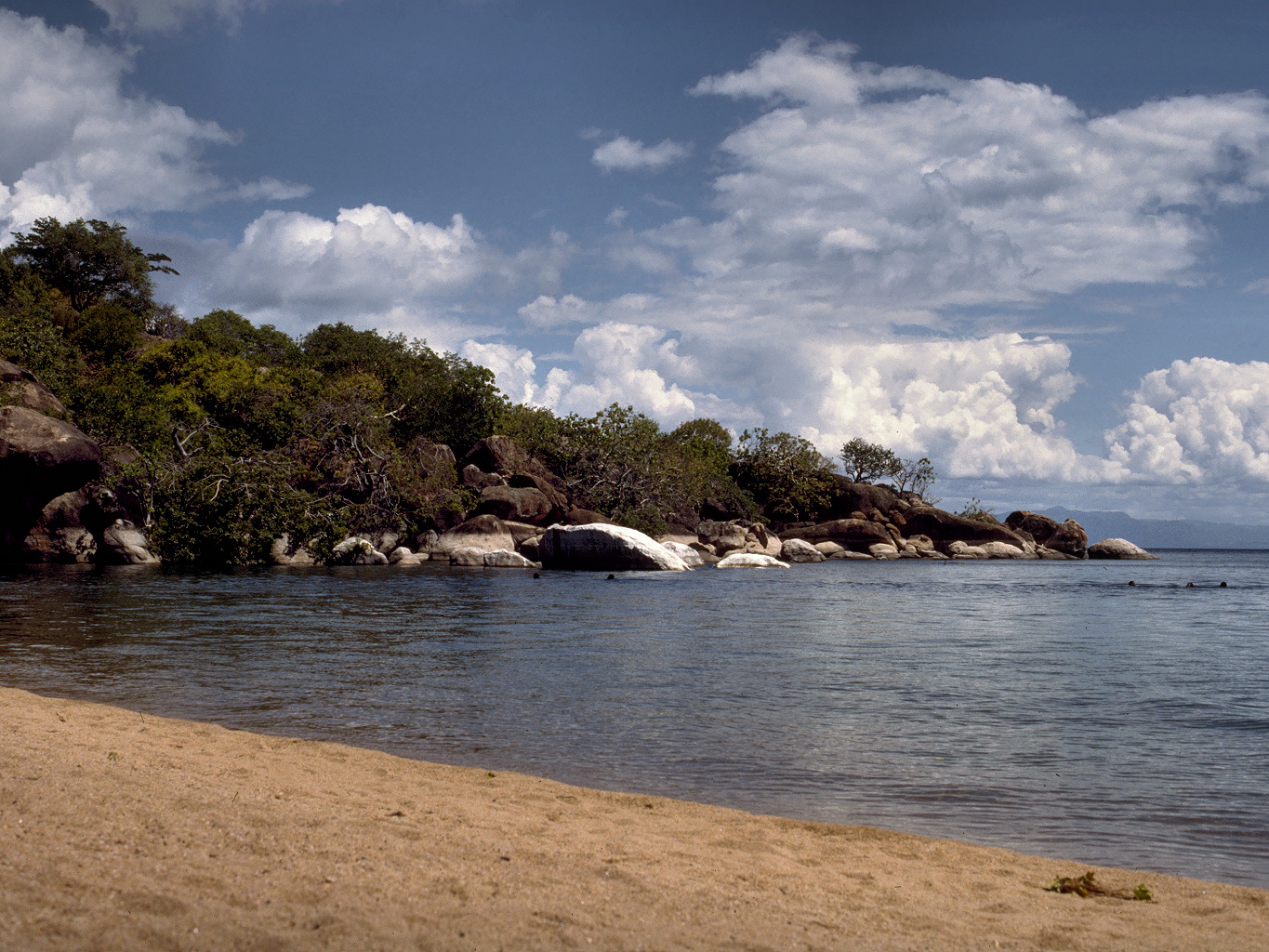
Het Malawimeer bij Cape Maclear
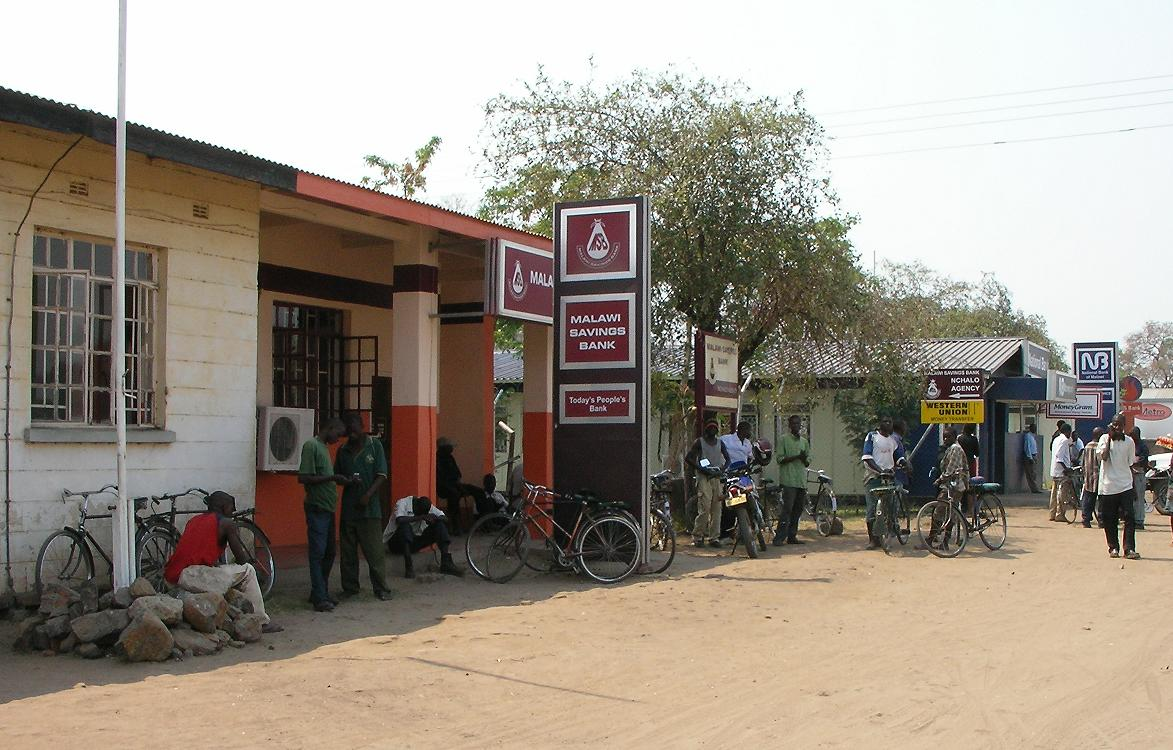
Malawisch bankkantoor
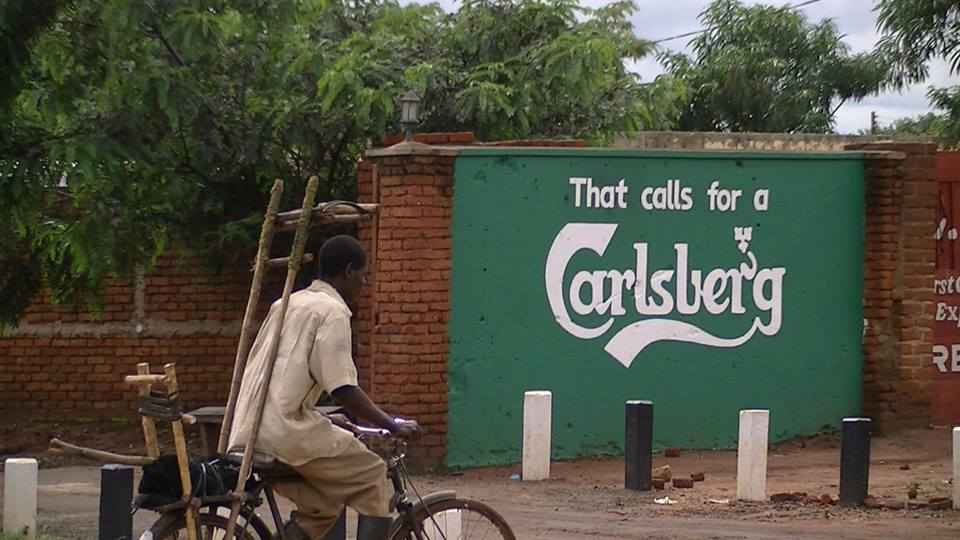
Reclame voor bier op straat in Malawi. Er is veel reclame zoals deze in de grote steden van Malawi
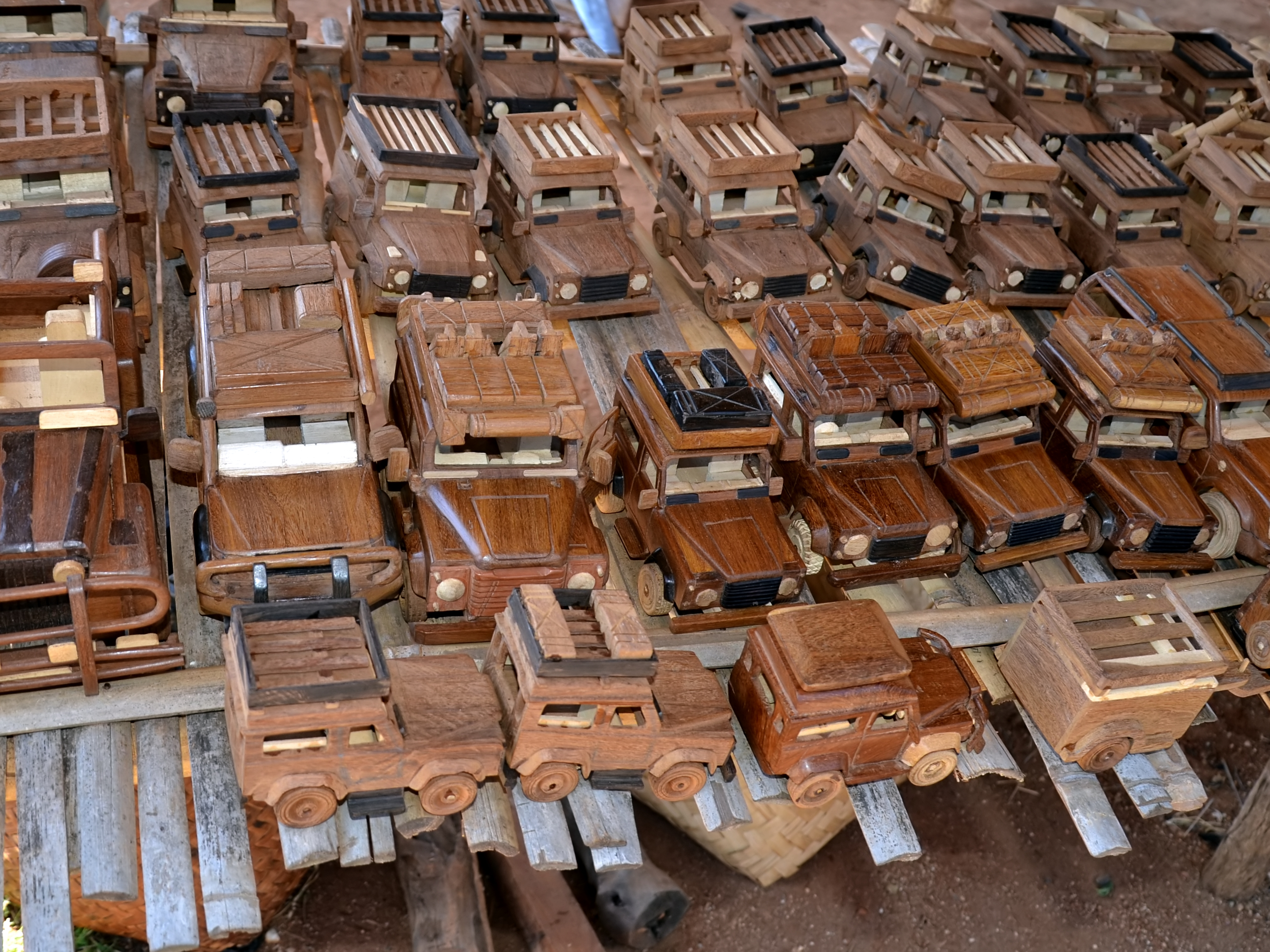
Houten autootjes te koop langs de weg van Dedza naar Golomoti